# ۹۶۴ (قمری)
۹۶۴ (قمری)، نهصد و شصت و چهارمین سال در گاهشماری هجری قمری است. اول محرم این سال برابر با چهاردهم نوامبر سال ۱۵۵۶ میلادی است.

## وابسته
- سعدیان